# Sistema de almacenamiento de energía en baterías
Un sistema de almacenamiento de energía de baterías (en inglés: Battery energy storage system = BESS), también llamado almacenamiento de energía en red de baterías (en inglés: battery energy grid storage = BEGS)  es un tipo de tecnología de almacenamiento de energía que utiliza un grupo de baterías en la red para almacenar energía eléctrica. El almacenamiento de baterías es la fuente de energía despachable de respuesta más rápida en las redes eléctricas, y se utiliza para estabilizar dichas redes, ya que el almacenamiento de baterías puede pasar del modo de espera a potencia completa en menos de un segundo para lidiar con contingencias de la red. 
Los sistemas de almacenamiento de energía por batería generalmente están diseñados para poder generar su potencia nominal máxima durante varias horas. El almacenamiento de baterías se puede utilizar para potencia máxima de corto plazo  y servicios auxiliares, como proporcionar reserva operativa y control de frecuencia para minimizar las posibilidades de cortes de energía. A menudo se instalan en otras centrales eléctricas activas o en desuso o cerca de ellas y pueden compartir la misma conexión a la red para reducir costes. Dado que las plantas de almacenamiento de baterías no requieren entregas de combustible, son compactas en comparación con las centrales generadoras y no tienen chimeneas o grandes sistemas de enfriamiento, se pueden instalar y ubicar rápidamente, si es necesario, dentro de áreas urbanas, cerca de la carga del cliente o incluso dentro de las instalaciones del mismo.
La potencia y la capacidad del sistema de almacenamiento de baterías individual más grande estaba en 2021 en un orden de magnitud menor que el de las plantas de energía de almacenamiento por bombeo más grandes, la forma más común de almacenamiento de energía en la red. Por ejemplo, la central de almacenamiento por bombeo del condado de Bath, la segunda más grande del mundo, puede almacenar 24 GWh de electricidad y despacho 3 GW, mientras que la primera fase de la instalación de almacenamiento de energía Moss Landing de Vistra Energy puede almacenar 1,2 GWh y despacho 300 MW. Sin embargo, las baterías de red no tienen por qué ser grandes: se puede implementar ampliamente en una red una gran cantidad de baterías más pequeñas (a menudo como energía híbrida ) para lograr mayor redundancia y una gran capacidad general.
A partir de 2019, el almacenamiento de energía de baterías pasó a ser más económico que la energía de turbinas de gas de ciclo abierto para un uso de hasta dos horas, y había alrededor de 365 GWh de almacenamiento de baterías implementado en todo el mundo, una cifra que estaba creciendo rápidamente. El costo nivelado de almacenamiento (Levelized cost of storage = LCOS) ha caído rápidamente. Entre 2014 y 2024, el tiempo de reducción a la mitad del coste fue de 4,1 años. El precio de 150 dólares por MWh en 2020   se redujo a 117 dólares en 2023. 

## Construcción

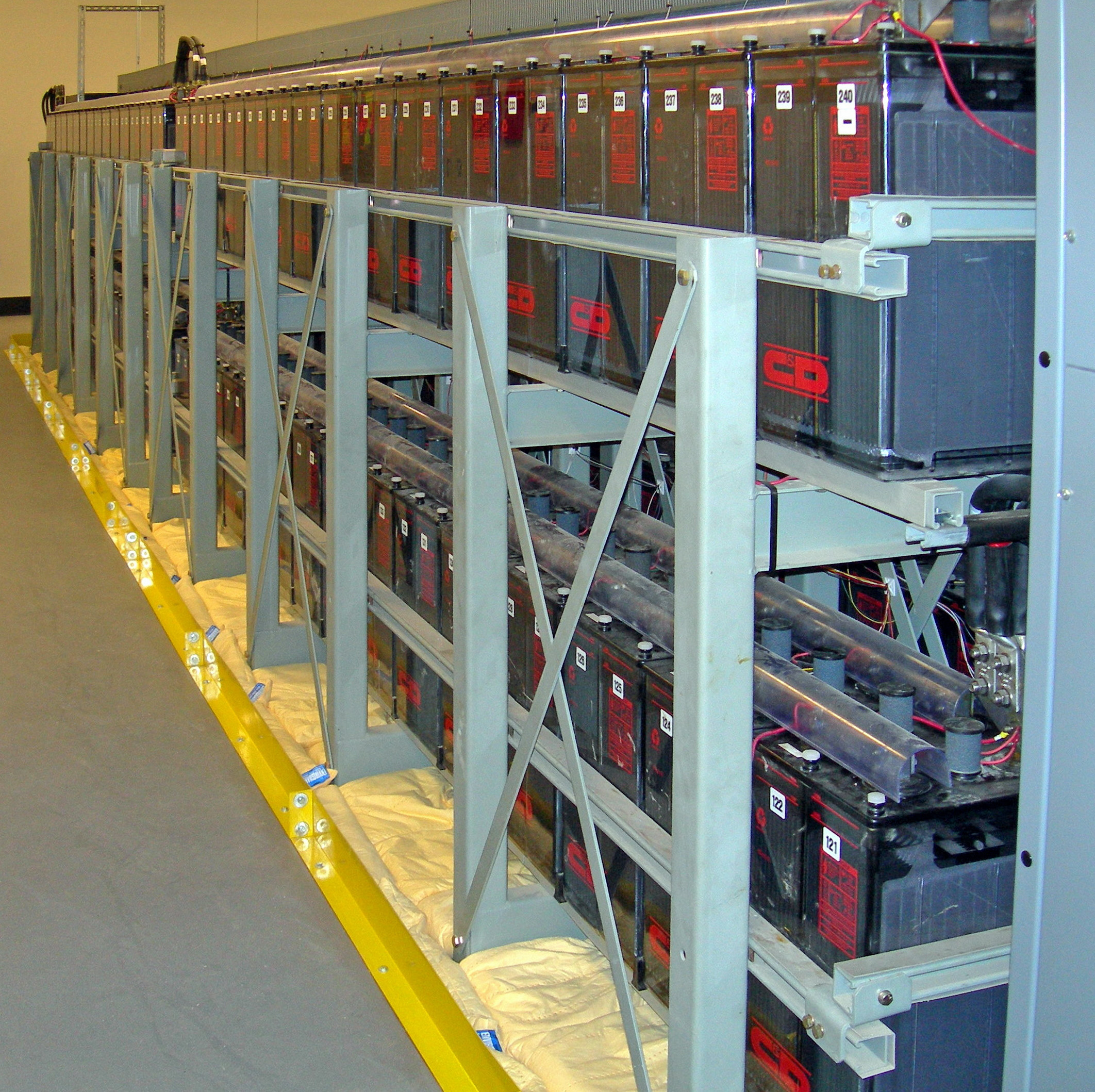
Un banco de baterías recargables utilizado en un centro de datos

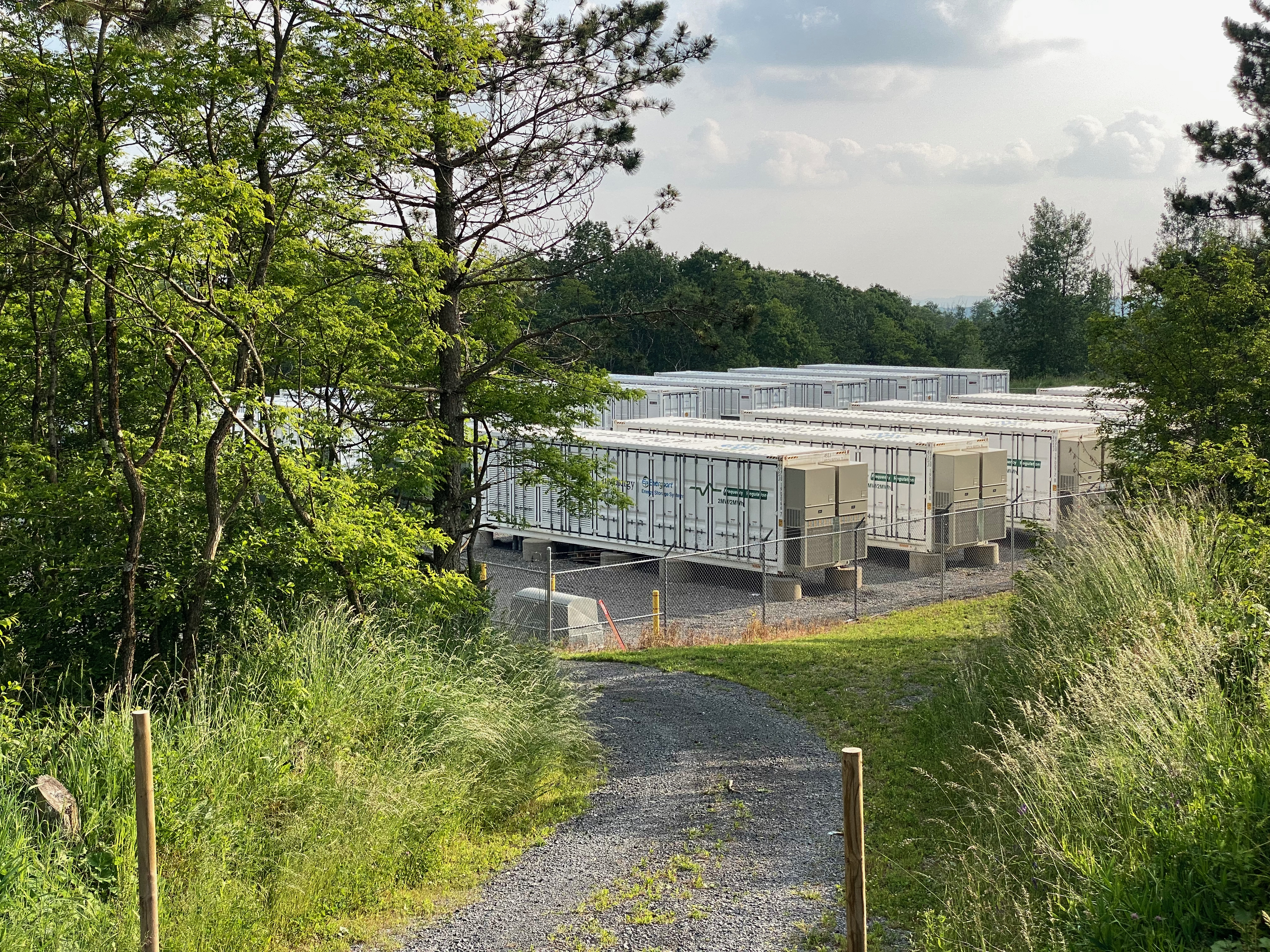
Módulos de batería de fosfato de hierro y litio empaquetados en contenedores de envío instalados en el sistema de almacenamiento de energía Beech Ridge en Virginia Occidental

Las centrales eléctricas con almacenamiento de baterías y los sistemas de alimentación ininterrumpida (SAI) son comparables en tecnología y función. Sin embargo, las centrales eléctricas que almacenan baterías son más grandes.
Por motivos de seguridad, las baterías se ubican en estructuras propias, como almacenes o contenedores. Al igual que en un SAI, una preocupación es que la energía electroquímica se almacene o emita en forma de corriente continua (CC), mientras que las redes de energía eléctrica generalmente funcionan con corriente alterna (CA). Por este motivo se necesitan inversores adicionales para conectar las centrales de almacenamiento de baterías a la red de alto voltaje. Este tipo de electrónica de potencia incluye tiristores de apagado de compuerta, comúnmente utilizados en la transmisión de corriente continua de alta tensión (high voltage direct current = HVDC).
Se pueden utilizar varios sistemas de acumuladores dependiendo de la relación potencia-energía, la vida útil esperada y los costos. En la década de 1980 se utilizaron baterías de plomo y ácido en las primeras centrales eléctricas con almacenamiento de baterías. Durante las décadas siguientes, se utilizaron cada vez más baterías de níquel-cadmio y de sodio-azufre.   Desde 2010, cada vez más plantas de almacenamiento de baterías a gran escala dependen de baterías de iones de litio, como resultado de la rápida disminución del coste de esta tecnología, provocada por la industria automotriz eléctrica. Se utilizan principalmente baterías de iones de litio. Una batería redox de vanadio con flujo de 4 horas a 175 MW / 700 MWh se inauguró en 2024.  Las baterías de plomo y ácido todavía se utilizan en aplicaciones de bajo presupuesto. 

## Seguridad
La mayoría de los sistemas BESS están compuestos por paquetes de baterías sellados de forma segura, que se monitorean electrónicamente y se reemplazan una vez que su rendimiento cae por debajo de un umbral determinado. Las baterías sufren envejecimiento cíclico, o deterioro causado por los ciclos de carga y descarga. Este deterioro es generalmente mayor a tasas de carga elevadas y a mayor profundidad de descarga. Este envejecimiento provoca una pérdida de rendimiento (disminución de capacidad o voltaje), sobrecalentamiento y puede eventualmente provocar un fallo crítico (fugas de electrolito, incendio, explosión). A veces, las centrales eléctricas de almacenamiento de baterías se construyen con sistemas de almacenamiento de energía mediante volante de inercia para conservar la energía de la batería, 
se utiliza el volante para suavizar el flujo de energía entre una fuente de potencia y su salida. Los volantes de inercia pueden manejar fluctuaciones rápidas mejor que las plantas de baterías más antiguas.
Las garantías BESS generalmente incluyen límites de por vida en el rendimiento energético, expresados como número de ciclos de carga y descarga. 

### Baterías a base de plomo y ácido
Las baterías de plomo y ácido son baterías de primera generación y se utilizaban generalmente en los sistemas BESS más antiguos.  Un ejemplo es una batería de 1,6 MW de pico y 1,0 MW de capacidad continua que se puso en servicio en 1997. En comparación con las baterías recargables modernas, las baterías de plomo y ácido tienen una densidad energética relativamente baja. A pesar de ello, son capaces de suministrar sobrecorrientes elevadas. Sin embargo, las baterías de plomo y ácido no selladas producen hidrógeno y oxígeno a partir del electrolito acuoso cuando se sobrecargan. Es necesario rellenar el depósito de agua periódicamente para evitar dañar la batería y deben evacuarse los gases inflamables para evitar riesgos de explosión. Sin embargo, este mantenimiento tiene un coste, y las baterías recientes como las de Li-ion no tienen ese problema.

### Baterías a base de litio
Las baterías de iones de litio están diseñadas para tener una larga vida útil sin necesidad de mantenimiento. Generalmente tienen alta densidad energética y baja autodescarga. Debido a estas propiedades, la mayoría de las BESS modernas son baterías basadas en iones de litio.
Una desventaja de algunos tipos de baterías de iones de litio es la seguridad contra incendios, especialmente las que contienen cobalto. El número de incidentes de BESS se ha mantenido alrededor de 10 a 20 por año (principalmente durante los primeros 2 a 3 años de edad), a pesar del gran aumento en el número y tamaño de BESS. Por lo tanto la función de riesgo ha disminuido. Las fallas ocurrieron mayoritariamente en controles y balance del sistema, mientras que el 11% ocurrió en celdas.
Entre los ejemplos de accidentes de incendio de BESS se incluyen módulos individuales en 23 parques de baterías en Corea del Sur entre 2017 y 2019,  un Tesla Megapack en Geelong,   el incendio y la posterior explosión de un módulo de batería en Arizona,  y los incidentes de cortocircuito del líquido refrigerante y el incendio en la batería LG de Moss Landing.  
Esto ha dado lugar a más investigaciones en los últimos años sobre medidas de mitigación para la seguridad contra incendios. 
En 2024, la batería de litio-ferrofosfato (LFP) se convirtió en otro tipo importante para grandes almacenamientos debido a la alta disponibilidad de sus componentes, mayor vida útil y mayor seguridad en comparación con las químicas de iones de litio basadas en níquel. Un sistema de almacenamiento de energía basado en LFP que se instaló en Paiyun Lodge en el Monte Yu Shan (el albergue alpino más alto de Taiwán ) y que funciona desde 2016, ha funcionado, a partir de 2024, sin ningún incidente de seguridad. 

### Baterías a base de sodio
Como alternativa, las baterías de ion de sodio se utilizan cada vez más en BESS. En comparación con las baterías de iones de litio, las baterías de iones de sodio tienen un coste ligeramente inferior, mejores características de seguridad y características de suministro de energía similares. Sin embargo, tiene una densidad energética menor en comparación con las baterías de iones de litio. Su principio de funcionamiento y construcción de celdas son similares a los de las baterías de iones de litio (LIB), pero se reemplaza el litio por sodio como ion intercalante. Algunas baterías a base de sodio también pueden funcionar de forma segura a altas temperaturas (batería de sodio-azufre). Algunos productores de baterías de sodio resaltables son CATL, Faradion Limited, HiNa Battery Technology, Northvolt, Altris AB, y Tiamat. Las baterías a base de sodio aún no están totalmente comercializadas. El BESS más grande que utiliza tecnología de iones de sodio comenzó a operar en 2024 en la provincia de Hubei y cuenta con una capacidad de 50 MW/100 MWh. 

## Características de funcionamiento

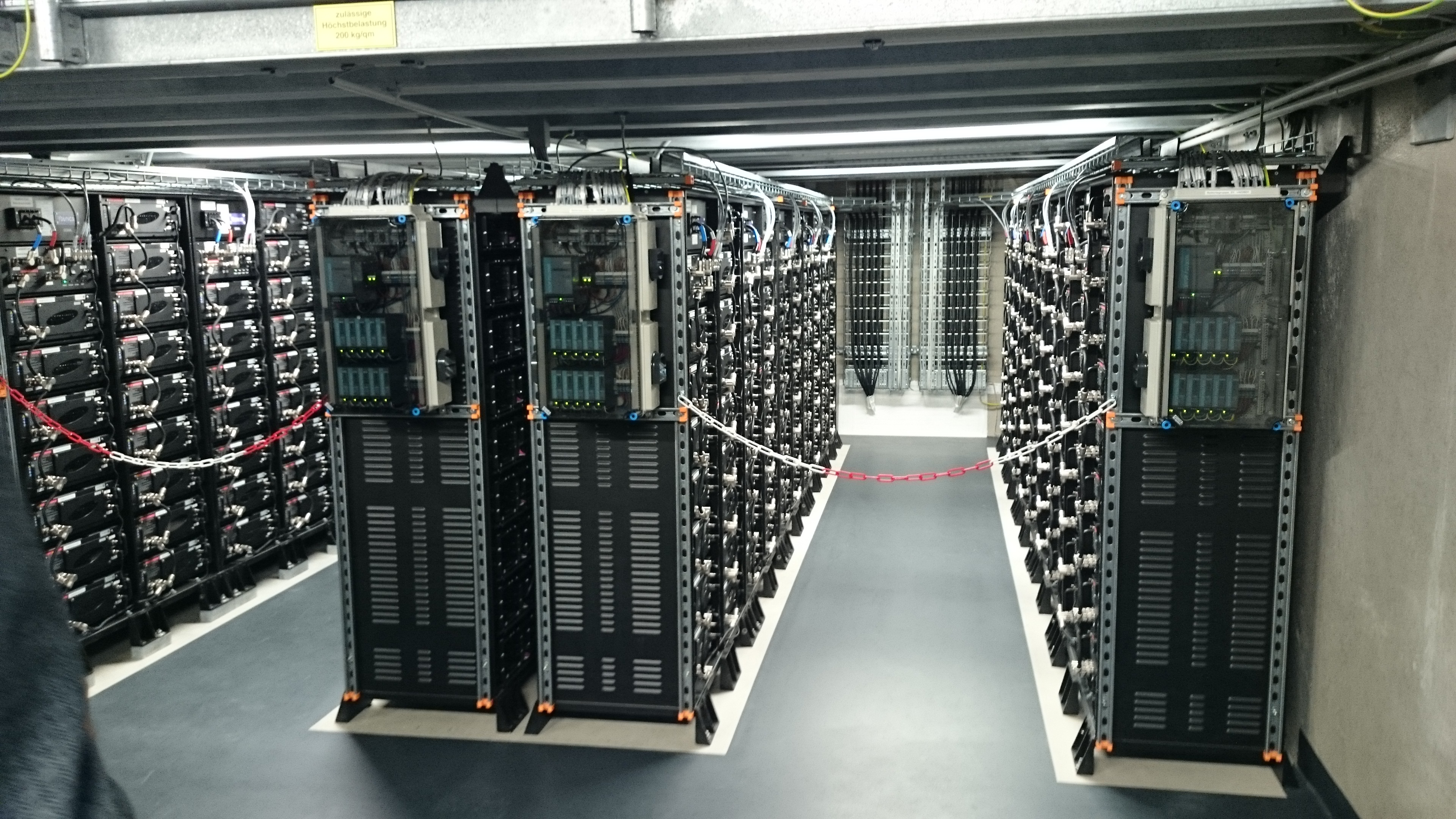
Central eléctrica de almacenamiento de baterías en Schwerin (vista interior, 2014, filas modulares de acumuladores)

Dado que no tienen partes mecánicas, las plantas de energía de almacenamiento de baterías ofrecen tiempos de control y tiempos de arranque extremadamente cortos, de tan solo 10 ms. Por lo tanto, pueden ayudar a amortiguar las oscilaciones rápidas que ocurren cuando las redes de energía eléctrica funcionan cerca de su capacidad máxima o cuando las redes sufren anomalías. Estas inestabilidades (fluctuaciones con períodos de hasta 30 segundos) pueden producir oscilaciones máximas de tal amplitud que pueden causar apagones regionales. Algunos de los parámetros son voltaje, frecuencia y fase. Una planta de almacenamiento de energía con baterías de tamaño adecuado puede contrarrestar eficientemente estas oscilaciones; por lo tanto, las aplicaciones se encuentran principalmente en aquellas regiones donde los sistemas de energía eléctrica funcionan a plena capacidad, lo que genera un riesgo de inestabilidad. Sin embargo, algunas baterías tienen sistemas de control insuficientes y fallan durante interrupciones moderadas que deberían haber tolerado. Las baterías también se utilizan habitualmente para reducir el consumo durante períodos de hasta unas pocas horas. Un uso más reciente es el fortalecimiento de la transmisión, ya que las líneas eléctricas largas pueden operar más cerca de su capacidad cuando las baterías manejan la diferencia local entre la oferta y la demanda. 
Las plantas de almacenamiento también pueden utilizarse en combinación con una fuente de energía renovable intermitente en sistemas de energía independientes. 

## Las baterías de red más grandes
| Nombre                           | Puesta en servicio | Energía (MWh) | Potencia (MW) | Duración (horas) | Tipo           | País           | Ubicación                              | Referencias                 |
| -------------------------------- | ------------------ | ------------- | ------------- | ---------------- | -------------- | -------------- | -------------------------------------- | --------------------------- |
| Edwards Sanborn                  | 2022-2024          | 3287          |               |                  | Iones de litio | Estados Unidos | California                             | [ 38 ] [ 39 ] [ 40 ] [ 41 ] |
| Bisha                            | 2025               | 2000          | 500           | 4                | Iones de litio | Arabia Saudita | Provincia de Asir                      | [ 42 ]                      |
| Vistra Moss Landing              | 2023               | 1800          | 450           | 4                | Iones de litio | Estados Unidos | Moss Landing, California               | [ 43 ] [ 44 ] [ 45 ]        |
| Gemini                           | Marzo de 2024      | 1416          | 380           | 4                | Iones de litio | Estados Unidos | Condado de Clark (Nevada)              | [ 46 ] [ 47 ] [ 48 ]        |
| Crimson                          | Octubre de 2022    | 1400          | 350           | 4                | Iones de litio | Estados Unidos | Condado de Riverside, California       | [ 49 ]                      |
| Desert Peak Energy Storage I     | Julio de 2023      | 1300          | 325           | 4                | Iones de litio | Estados Unidos | Palm Springs, California               | [ 50 ] [ 51 ]               |
| The Red Sea Project              | 2024               | 1300          |               |                  | Iones de litio | Saudi Arabia   | Provincia de Tabuk                     | Off-the-grid/microgrid      |
| Eleven Mile                      | 2024               | 1200          | 300           | 4                |                | USA            | Condado de Pinal (Arizona)             | [ 55 ]                      |
| Kenhardt                         | Diciembre de 2023  | 1140          | 225           | 5                | Iones de litio | Sudáfrica      | Provincia del Cabo Septentrional       | [ 56 ]                      |
| Oberon                           | Noviembre de 2023  | 1000          | 250           | 4                | Iones de litio | Estados Unidos | \| Condado de Riverside, California \| | [ 57 ] [ 58 ]               |
| Sonoran                          | Marzo de 2024      | 1000          | 260           | 4                |                | Estados Unidos | Buckeye (Arizona)                      | [ 59 ]                      |
| Condado de Riverside, California |                    |               |               |                  |                |                |                                        |                             |

### En construcción
| Nombre                                       | Fecha prevista de puesta en servicio | Energía (MWh)         | Potencia (MW)        | Duración (horas) | Tipo                   | País      | Ubicación             | Referencias          |
| -------------------------------------------- | ------------------------------------ | --------------------- | -------------------- | ---------------- | ---------------------- | --------- | --------------------- | -------------------- |
| Waratah Origin                               | 2025                                 | 1680                  | 850                  | 2                | Iones de litio         | Australia | Nueva Gales del Sur   | [ 60 ] [ 61 ] [ 62 ] |
| Melton Melbourne Renewable Energy Hub (MRHE) | 2026                                 | 1600 (800 en fase 1)  | 800 (200 en fase 1)  | 2                | Iones de litio         | Australia | Victoria              | [ 63 ] [ 64 ]        |
| Collie Synergy                               | 2025                                 | 2000                  | 500                  | 4                |                        | Australia | Collie                | [ 65 ]               |
| Collie Neoen                                 | 2025                                 | 2000                  | 500                  | 4                | LFP                    | Australia |                       | [ 66 ] [ 67 ]        |
| South Pine Supernode                         | 2026                                 | 2000 (500 in stage 1) | 800 (250 in stage 1) | 2.5              |                        | Australia | Australia Occidental  | [ 68 ]               |
| Eraring 1                                    | 2025                                 | 1700 (2800 en fase 2) | 460 (700 en fase 2)  | 4                |                        | Australia | Nueva Gales del Sur   | [ 69 ] [ 70 ]        |
| Dengkou                                      | 2025                                 | 1400                  | 600                  | 2.3              | LFP + flujo de vanadio | China     | Bayannur              | [ 71 ]               |
| Víctor Jara                                  | 2025                                 | 1300                  |                      |                  | LFP                    | Chile     | Región de Tarapacá    | [ 72 ]               |
| Quillagua                                    | 2025                                 | 1200                  | 200                  | 6                | LFP                    | Chile     | María Elena           | 221 MW solar         |
| Arena                                        | 2026                                 | 1100                  | 220                  | 5                |                        | Chile     | Región de Antofagasta | [ 73 ]               |

### Planificadas
| Nombre                                 | Fecha prevista de puesta en servicio | Energía (MWh) | Potencia (MW) | Duración (horas) | Tipo           | País           | Ubicación           | Referencias   |
| -------------------------------------- | ------------------------------------ | ------------- | ------------- | ---------------- | -------------- | -------------- | ------------------- | ------------- |
| Ravenswood Energy Storage Project      | 2024                                 | 2528          | 316           | 8                | Iones de litio | Estados Unidos | Long Island City    | [ 74 ] [ 75 ] |
| Northern Gilboa                        |                                      | 3200          | 800           | 4                |                | Israel         | Gilboa              | [ 76 ] [ 77 ] |
| CEP Energy, Kurri Kurri project        | 2023                                 | 4800          | 1200          | 4                | Iones de litio | Australia      | Nueva Gales del Sur | [ 78 ] [ 79 ] |
| Green Turtle                           |                                      | 2800          | 700           | 4                |                | Bélgica        | Dilsen-Stokkem      | [ 80 ]        |
| Libra                                  | 2027                                 | 2800          | 700           | 4                | Iones de litio | Estados Unidos | Yerington, Nevada   | [ 81 ]        |
| Energy Australia Jeeralang big battery | 2026                                 | 1400          | 350           | 4                | Iones de litio | Australia      | Victoria            | [ 82 ]        |
| Mufasa                                 | 2026                                 | 1450          | 360           | 4                | Iones de litio | Países Bajos   | Vlissingen          | [ 83 ]        |

## Desarrollo del mercado

Crecimiento de la capacidad de baterías instaladas en Estados Unidos entre 2015 y 2023

Si bien el mercado de baterías de red es pequeño en comparación con la otra forma principal de almacenamiento de red, la energía hidroeléctrica bombeada, está creciendo muy rápido. Por ejemplo, en Estados Unidos, el mercado de plantas de almacenamiento de energía en 2015 aumentó un 243% en comparación con 2014. El precio de una instalación de batería de 60 MW/240 MWh (4 horas) en Estados Unidos en 2021 fue de US$379/kWh utilizable, o US$292/kWh nominal, una caída del 13% respecto de 2020.  
En 2010, Estados Unidos tenía 59 MW de capacidad de almacenamiento de baterías en 7 plantas de energía de baterías. Esta cifra aumentó a 49 plantas que tenían 351 MW de capacidad en 2015. En 2018, la capacidad era de 869 MW en 125 plantas, capaces de almacenar un máximo de 1.236 MWh de electricidad generada. A finales de 2020, la capacidad de almacenamiento de baterías alcanzó los 1.756 MW.   A finales de 2021, la capacidad aumentó a 4.588 MW. En 2022, la capacidad de Estados Unidos se duplicó a 9 GW / 25 GWh, e instaló 12,3 GW y 37,1 GWh de baterías en 2024. 
En mayo de 2021, había 1,3 GW de almacenamiento en baterías en funcionamiento en el Reino Unido, con 16 GW de proyectos en trámite que podrían implementarse en los próximos años.  En 2022, la capacidad del Reino Unido creció en 800 MWh, terminando en 2,4 GW / 2.6 GWh.  En junio de 2024 la capacidad era de 4,6 GW de potencia y 5,9 GWh de energía.
Europa sumó 1,9 GW en 2022, con varios proyectos más en planeamiento.
Tras el apagón del 28 de abril de 2025 que desconectó la red ibérica del resto de Europa en apenas cinco segundos y provocó pérdidas de hasta 4.500 millones de euros, la importancia de la resiliencia en el sistema eléctrico se ha vuelto cada vez más evidente en España, con los sistemas de almacenamiento de energía en baterías (BESS) emergiendo como una piedra angular de la transición energética del país. Empresas como Iberdrola y Solaria están desarrollando activamente proyectos híbridos de energía solar y baterías para contrarrestar los efectos de la sobreproducción fotovoltaica y la consiguiente caída de los precios de mercado, con Solaria sola iniciando ocho nuevas instalaciones BESS en Castilla y León y Castilla-La Mancha.
A finales de 2024, China contaba con 62 GW/141 GWh de centrales eléctricas alimentadas por baterías. En 2020, China sumó 1.557 MW a su capacidad de almacenamiento en baterías, mientras que las instalaciones de almacenamiento para proyectos fotovoltaicos representan el 27% de la capacidad, hasta el total de 3.269 MW de capacidad de almacenamiento de energía electroquímica.
El sector energético japonés ha experimentado una expansión significativa en su capacidad de energía renovable, creciendo más del 30 % en los últimos cinco años y aumentando la demanda de sistemas de almacenamiento de energía en baterías (BESS). Más de la mitad de los 2,4 gigavatios de capacidad adjudicados en las recientes subastas de energía baja en carbono a largo plazo fue asignada a empresas extranjeras o consorcios. Los principales proyectos aprobados para 2024 incluyen más de 1,37 GW de nueva capacidad BESS y más de 6,7 GWh de capacidad energética. La subasta japonesa de fuentes de energía de descarbonización a largo plazo incentiva el despliegue de BESS garantizando la recuperación de los costos fijos durante 20 años. Sin embargo, la baja volatilidad de precios y un precio mínimo en el mercado eléctrico podrían limitar los rendimientos para los operadores de BESS, lo que subraya la necesidad de más reformas.
Algunos desarrolladores están construyendo sistemas de almacenamiento a partir de baterías viejas de coches eléctricos, cuyos costes probablemente se puedan reducir a la mitad en comparación con el precio original. Un proyecto de almacenamiento de 53 MWh, compuesto por baterías de vehículos eléctricos renovadas de Element Energy, ha estado operando desde mayo de 2024.